# Enfield .38

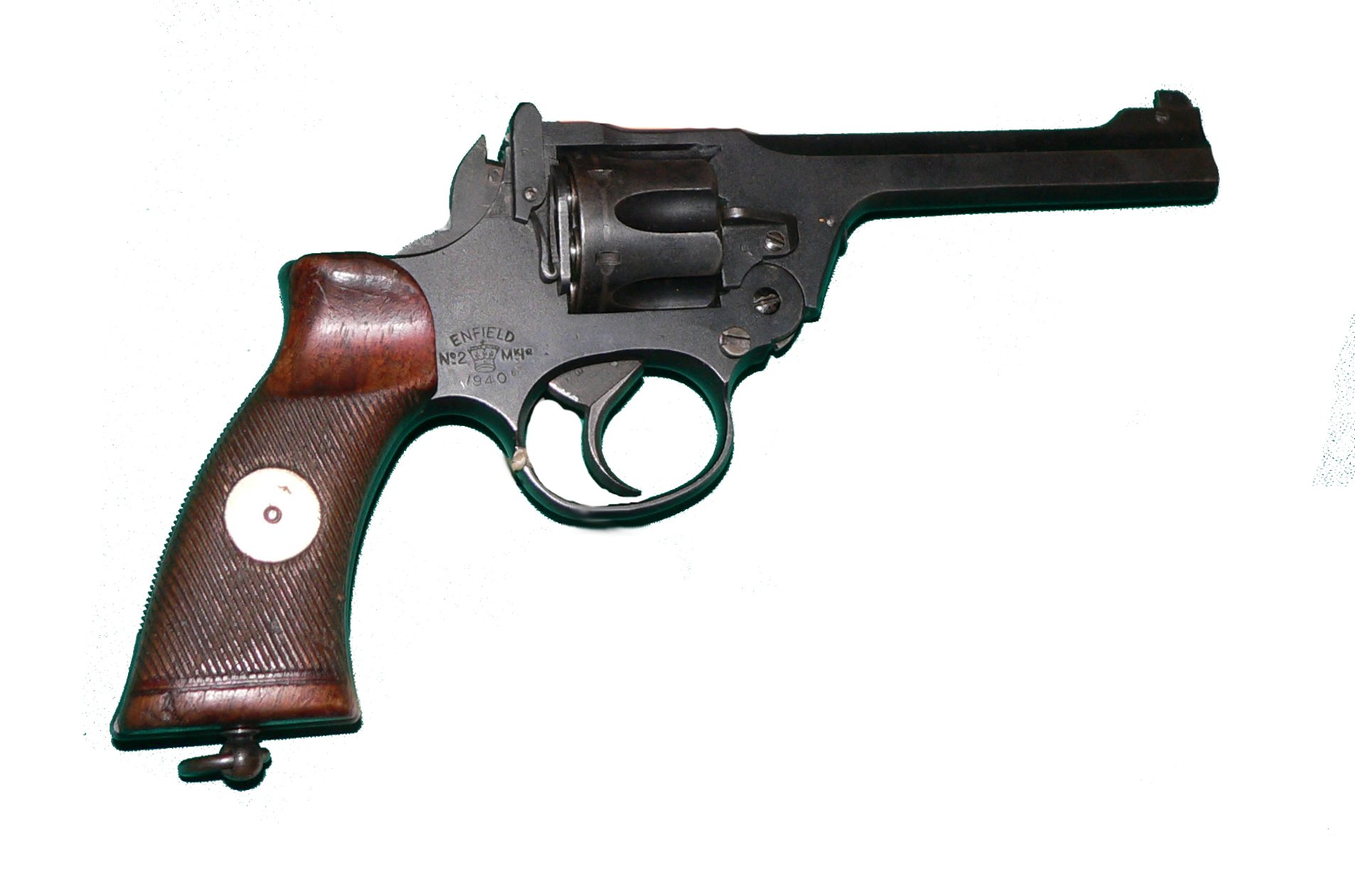
ENFIELD No.2 Mk I* appelé Enfield Commando en France.

L'Enfield .38 est un revolver à brisure britannique utilisant le calibre .38 S&W, fabriqué de 1930 à 1957.
En 1932, la British Army adopte une nouvelle munition, le .38/200, pour ses nouveaux revolvers à canon-barillet basculant vers l'avant et le bas pour le chargement des cartouches. La société Webley conçoit alors son Webley Mark IV mais c'est l’Arsenal d'Enfield  qui remporte le marché. Cette arme de poing appelée Enfield revolver .38 caliber No.2 Mark 1.N°2 (ou parfois Webley Albion par les tireurs civils et collectionneurs) est largement utilisée par la Grande-Bretagne, la Nouvelle-Zélande, l'Australie et l'Afrique du Sud durant la Seconde Guerre mondiale et jusqu'à la fin des années 1950. Elle est alors remplacée par le Browning Hi-Power. Elle constitue l'arme de service de nombreux officiers et policiers des pays du Commonwealth après 1945. Une de ses variantes, l’Enfield No 2 Mk1*, est largement distribuée aux FFI et FFL et est connu comme l’Enfield Commando en France.

## Histoire et développement
Ce revolver est développé par la Royal Small Arms Factory d'Enfield en 1926-1927. Il est basé sur une carcasse réduite du Webley Mark VI équipé d'un barillet à six chambres accueillant la munition de .38/200. Comme tout revolver à brisure, le barillet est solidaire du canon et l'ensemble bascule vers le bas (verrou situé à gauche) pour le chargement et le déchargement de l'arme. En fin de course d'ouverture, ce rochet se débraye par l'entremise d'un cran, permettant à l'étoile de revenir en place pour le rechargement.
L'ensemble chien-détente est revu, avec l'ajout d'un levier de sûreté manuelle et un verrou séparé pour le barillet. Il fonctionne en simple action et double action. Il possède un anneau de grenadière sous la crosse.

## Variantes
Le modèle réglementaire Enfield No 2 Mk1 de 1932 donne naissance à deux versions qui le remplacèrent successivement au sein des armées britanniques.

### Le Revolver Enfield No.2 Mark 1*
L'étoile indique que c'est la première modification du modèle. La version Enfield No.2 Mark 1* est développée à la fin des années 1930 pour le British Tank Corps. Une autre raison de sa création réside dans son coût de production inférieur. Le No 2 Mk 1** se distingue par son incapacité à tirer en simple action seulement et son chien ne possède pas de crête. Le nouveau chien est demandé par le commandement du Tank Corps pour éviter que cette pièce soit dangereuse en heurtant un élément interne du char d'assaut. Le nouveau modèle dispose également de ressorts plus légers et de nouvelles plaquettes de crosse en bakélite noire. Après 1938, presque tous les No.2 Mk1 sont convertis en No.2 Mark 1*. Ils sont livrés au FFI par le SOE.

### Le Revolver Enfield No.2 Mark 1**
Le modèle Enfield No.2 Mark 1** apparait en 1942. C'est une version encore simplifiée née à cause de la guerre. Cette arme est similaire au No.2 Mark 1*, mais dépourvue de sureté de chien. En 1945, les revolvers produits sont transformés en No.2 Mark 1*.

## Fiche technique
- Type d'arme : revolver à double action (Mark 1) ou double action obligatoire (Mark 1* et Mark 1**)
- Munition : .380 MK I/MK II
- Masse (arme vide): 765 g
- Longueur: 26 cm
- Canon : 12,7 cm
- Capacité du barillet : 6 cartouches
- Portée utile : 15 yards (13.7 m)
- Portée Maximale : 200 yd (182.8 m)